# Mikola Dmitrovics Leontovics
Mikola Dmitrovics Leontovics (ukránul: Микола Дмитрович Леонтович; Monasztirok, 1877. december 13. – Markivka, 1921. január 23.) ukrán zeneszerző, karmester, etnomuzikológus és tanár. Zenéjét Mikola Liszenko és az ukrán nemzeti zenei iskola inspirálta. Leontovics az a cappella kóruszenére specializálódott, az eredeti kompozícióktól kezdve az egyházi zenén át a népzene kidolgozott feldolgozásaiig.
Leontovics az Orosz Birodalom Podóliai kormányzóságában (ma Ukrajna) született és nevelkedett. A kamjanec-pogyilszkiji teológiai szemináriumban kapott papi képzést, majd zenei tanulmányait a szentpétervári Cári Udvari Kórusnál és magánórákon Boleszlav Javorszkijnál folytatta. Az ukrán állam függetlenné válásával, az 1917-es forradalommal Leontovics Kijevbe költözött, ahol a kijevi konzervatóriumban és a Mikola Liszenko Zenei és Színházi Intézetben dolgozott. Elismerten komponálta 1904-ben a Scsedrik című művet (amelynek bemutatója 1916-ban volt), amelyet az angol nyelvű világ Carol of the Bells vagy Ring, Christmas Bells néven ismer. A keleti ortodox ukrán egyház mártírként ismeri, ahol liturgiájáról is megemlékeznek, amely az első népnyelven, pontosabban a modern ukrán nyelven komponált liturgia volt. Egy szovjet ügynök 1921-ben meggyilkolta.
Leontovics kompozíciói és feldolgozásai már életében népszerűvé váltak a hivatásos és amatőr együttesek körében egyaránt az Orosz Birodalom ukrajnai régiójában. Műveinek nyugat-európai és észak-amerikai előadásai miatt Franciaországban az „ukrán Bach” becenevet kapta. A rendkívül népszerű Scsedrik mellett Leontovics zenéjét elsősorban Ukrajnában és az ukrán diaszpórában játsszák.

## Élete

### Fiatalkora
Leontovics 1877. december 13-án született az ukrajnai Podóliai kormányzóságban (akkor az Orosz Birodalom része volt), a Tivrivi járásban fekvő Monasztirok faluban.  Apja, nagyapja és dédapja falusi papok voltak.  Apja, Dmitro Fedorovics Leontovics, értett az énekléshez, csellón, nagybőgőn, harmóniumon, hegedűn és gitáron játszott, emellett egy iskolai kórust is vezetett. Leontovics tőle kapta első zenei leckéit. Édesanyja, Marija Joszipivna Leontovics szintén énekesnő volt.  
Leontovics családjának más tagjai is zenei karriert futottak be. Öccse hivatásos énekes lett, nővére, Marija Odesszában tanult énekelni, másik nővére, Olena a Kijevi Konzervatóriumban tanult zongorázni, és harmadik nővére, Viktorija is több hangszeren játszott. 
1879 nyarán Dmitro Leontovicsot egy új plébániára költöztették, amely az ukrajnai Bar közelében, a Bari járásban található Sersnyi faluban volt, ahol gyermekkorát töltötte.  Ezután, 1887-ben Leontovicsot felvették a nemirivi gimnáziumba. Egy évvel később azonban anyagi gondok miatt apja áthelyezte őt a sarhorodi egyházi felkészítő iskolába, amelynek tanulói teljes anyagi támogatást kaptak.  Az iskolában Leontovics elsajátította az éneklést, és képes volt szabadon felolvasni a vallásos kórusszövegekből a nehéz részeket.

### Teológiai szeminárium

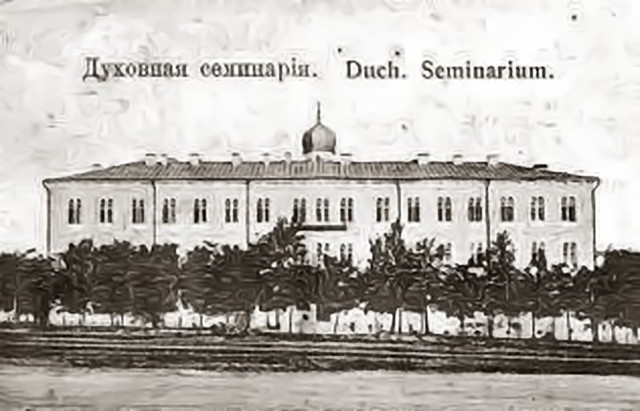
A kamjanec-pogyilszkiji teológiai szeminárium 1865-ben

Leontovics 1892-ben kezdte meg tanulmányait a kamjanec-pogyilszkiji teológiai szemináriumban, ahová apja és nagyapja is járt. Öccse, Olekszandr is beiratkozott, és két évvel Mikola után végzett. 
Az ottani tanulmányai alatt Leontovics tovább fejlesztette hegedűtudását, és megtanult több más hangszeren is játszani.  Részt vett a szeminárium kórusában is, és amikor a harmadik tanévben megalakult egy zenekar, Leontovics csatlakozott, és egészen a diploma megszerzéséig hegedült. Leontovics a szeminárium diákjaként zeneelméletet tanult, és kórusfeldolgozásokat kezdett írni. 
Amikor a szeminárium kórusvezetője meghalt, az iskola vezetősége kérte, hogy Leontovics vegye át ezt a pozíciót. A kórus karnagyaként Leontovics világi zenével egészítette ki a hagyományos egyházi zenei repertoárt. Ez magában foglalta a Mikola Liszenko, Porfirij Demuckij és saját maga által feldolgozott ukrán népdalokat. Leontovics 1899-ben diplomázott a Kamjanec-pogyilszkiji Teológiai Szemináriumban, és a családi hagyományt megtörve pap helyett zenetanár lett.

### Korai zenei karrier és a család

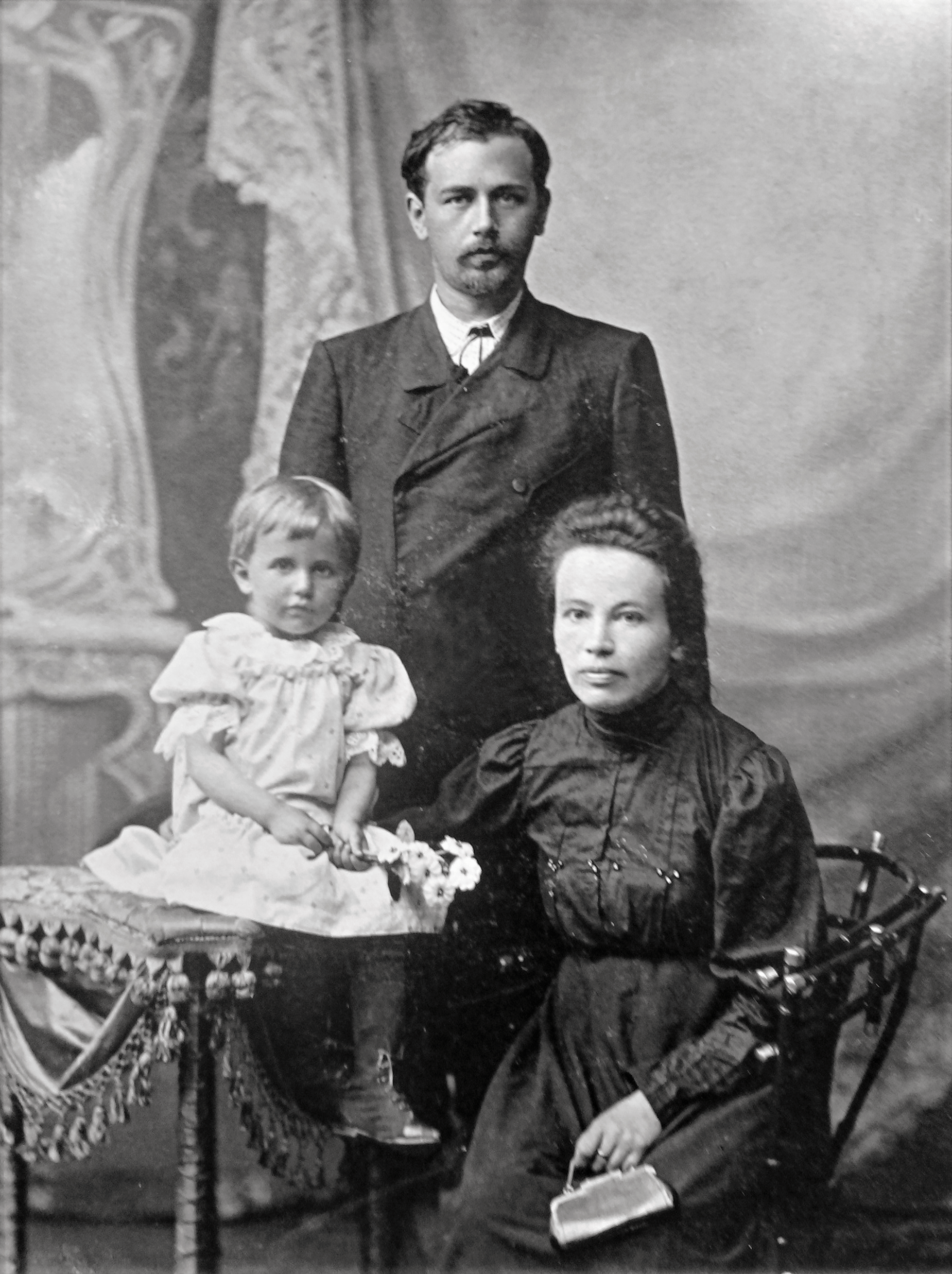
Mikola Leontovics feleségével és lányával

Abban az időben a zenei karrier Ukrajnában bizonytalan jövedelmet jelentett, ezért Leontovics arra kényszerült, hogy ott keressen munkát, ahol csak tudott. Leontovics a következő néhány évben Kijevben, Jekatyerinoszlavban és Podóliában dolgozott, hogy jövedelmező munkát találjon. A diploma megszerzése után első állása egy csukovi (mai Vinnicjai terület) középiskolában volt, mint ének- és matematikatanár.  Ez idő alatt Leontovics folytatta a népdalok átírását és feldolgozását. Befejezte a Podóliai dalok első összeállítását, és elkezdett dolgozni a második összeállításán.  Az iskola gyermekeit is arra ösztönözte, hogy énekeljenek a kórusban és játszanak a zenekarban. Erről később a Kijevi Konzervatórium professzoraként könyvet írt, amelynek címe Як я організував оркестр у сільській школі (Hogyan szerveztem zenekart egy falusi iskolában). 
Az iskola vezetőségével való többszöri konfliktus után Leontovics új állást kapott a tivrivi teológiai főiskolán egyházzene és kalligráfia tanáraként.  A főiskolai kórussal való munka mellett Leontovics egy amatőr zenekart is szervezett, amely gyakran fellépett a főiskolai rendezvényeken. Ahogy korábban a kórusokkal, Leontovics a teológiai iskolákban énekelt szokásos vallásos művek közé népdalfeldolgozásokat is beiktatott. Ezek között voltak Mikola Liszenko feldolgozásai, saját népdalfeldolgozásai és teljesen eredeti művek is. Az egyik ilyen mű Tarasz Sevcsenko Зоре моя вечірняя (Ó, én esthajnalcsillagom) című versén alapult. 
Ebben az időszakban ismerkedett meg egy Klavgyija Ferapontyivna Zsovtkevics nevű volhíniai lánnyal, akit 1902. március 22-én feleségül vett. A fiatal pár első lánya, Halina 1903-ban született.  Később született egy második lányuk is, akit Jevhenyának hívtak. 

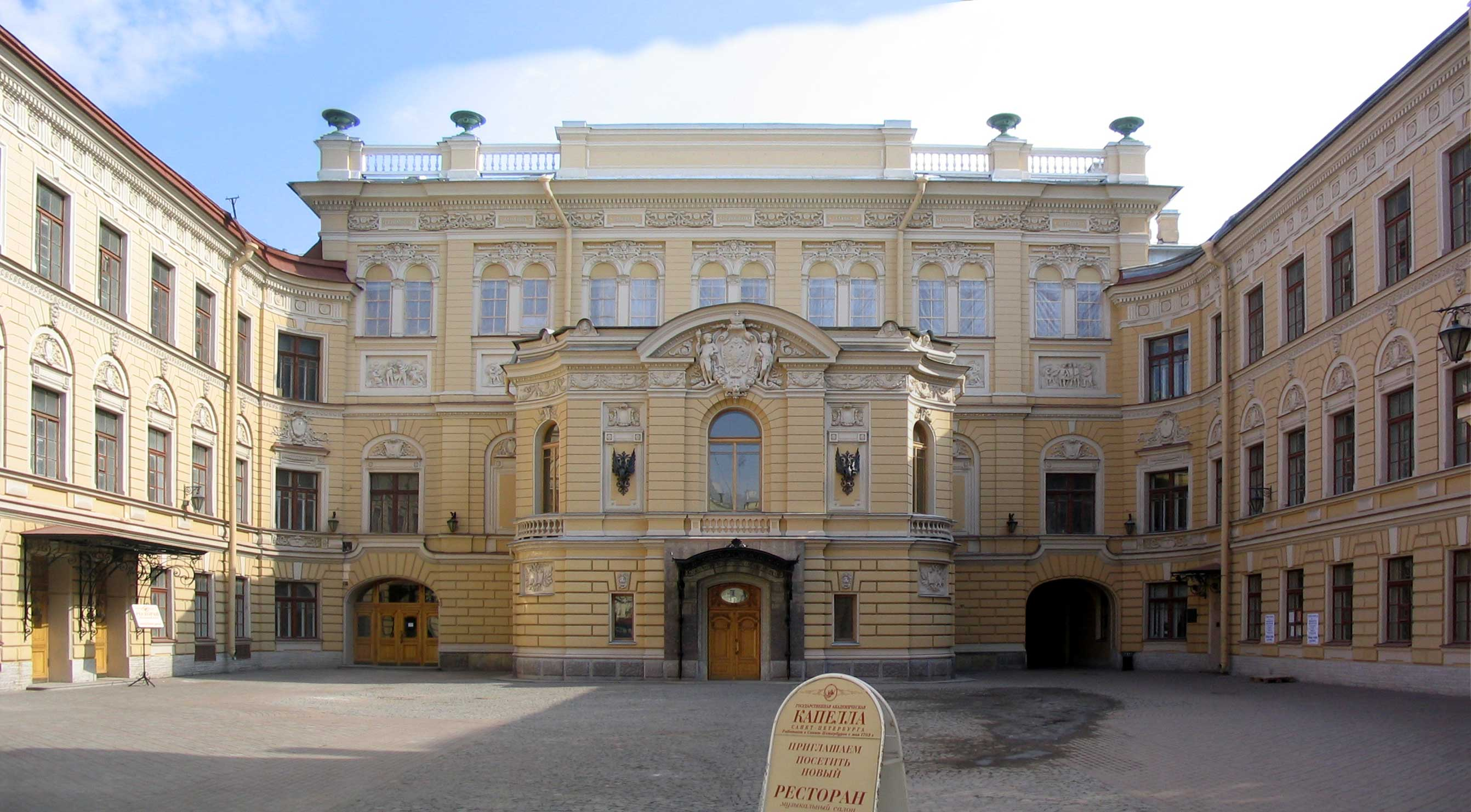
A szentpétervári udvari kórus koncertterme, amelyet Leontovics 1903-ban és 1904-ben látogatott.

Az anyagi nehézségek arra késztették Leontovicsot, hogy elfogadjon egy ajánlatot, és Vinnicja városába költözzön, hogy az Egyházi Nevelők Főiskoláján tanítson. Ismét kórust, később pedig koncertzenekart szervezett, amellyel világi és egyházi zenét egyaránt előadott. 1903-ban kiadta a Második podóliai dalösszeállítás-t, amelyet Mikola Liszenkónak dedikált. 
1903-ban és 1904-ben, az Egyházi Nevelők Főiskoláján töltött szabadsága alatt Leontovics Szentpétervárra utazott. Ott részt vett a szentpétervári udvari kórus előadásain, amelyhez Makszim Berezovszkij, Dmitro Bortnyanszkij és Mihail Glinka zeneszerzők kapcsolódtak. Zeneelméletet, harmóniát és polifóniát tanult Szemen Barmotyintól, kóruséneklést pedig Alekszej Puzirevszkijtől, akik akkoriban mindketten ismertek voltak. 1904. április 22-én egyházi kórusok vezetőjeként szerzett oklevelet.  

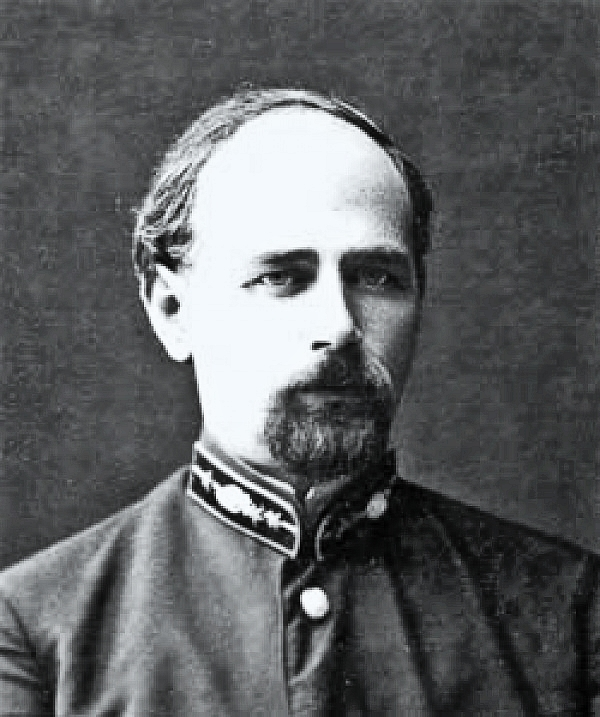
Leontovics fényképe

A főiskola vezetőségével való viták ismét azt eredményezték, hogy Leontovics új állást keresett.  1904 tavaszán elhagyta Podóliát, és a kelet-ukrajnai Donyec-medencébe költözött, ahol a vasutasok gyermekeinek iskolájában lett ének- és hangszeres zenetanár.  Az 1905-ös orosz forradalom idején Leontovics munkásokból álló kórust szervezett, amely gyűléseken lépett fel. Ezek a művek ukrán, zsidó, örmény, orosz és lengyel népdalok feldolgozásai voltak.  Leontovics tevékenysége felkeltette a helyi hatóságok figyelmét, és 1908 tavaszán kénytelen volt visszaköltözni szülőföldjére, Podólia tartományba, Tulcsin városába.

### Tulcsinban
Leontovics Tulcsinba költözése a zeneszerző életében a kompozíciós érettség és a jelentős művészi eredmények időszakának kezdetét jelentette. Tulcsinban Leontovics vokális és hangszeres zenét tanított a Tulcsini Egyházmegyei Női Kollégiumban a falusi papok lányainak. Ott ismerkedett meg Kirilo Sztecenko zeneszerzővel, aki Mikola Liszenko tanítványa volt, és szintén a kóruszenére szakosodott. Sztecenko akkoriban egy közeli faluban élt, ahol papként dolgozott, és ismeretségük tartós barátsággá alakult, amely hatással volt Leontovics zenéjére. Sztecenko volt Leontovics zenéjének első kritikusa, aki a következőket mondta: „Leontovics híres podóliai zenei szakember. Sok népdalt jegyzett le... Ezek a dalok vegyes kórusra vannak harmonizálva. Ezek a harmonizációk megmutatták, hogy a szerző mind a kóruséneklés, mind az elméleti tanulmányok nagy szakértője”. Leontovics a kórusművek előadásakor átállt nevesebb zenékre is, mint például Mihail Glinka, Alekszej Verstovszkij és Pjotr Csajkovszkij orosz zeneszerzők mellett Mikola Liszenko, Kirilo Sztecenko és Petro Nicsinszkij ukrán zeneszerzők műveire. 
1909-től Boleszlav Javorszkij zeneelméleti tanárnál tanult, akit a következő tizenkét évben rendszeresen meglátogatott Moszkvában és Kijevben. Leontovics bekapcsolódott a színházi zenébe és a tulcsini közösségi életbe is, amikor elvállalta a Proszvita, azaz "Művelődés" nevű helyi szervezet vezetését.  
Pályafutásának ez az időszaka volt az egyik legtermékenyebb, hiszen számos kórusfeldolgozást készített. Ezek közé tartozott többek között a híres Scsedrik, valamint a Піють півні (Énekelnek a kakasok), a Мала мати одну дочку (Egy anyának volt egy lánya), a Дударик (A kis furulyás), az Ой зійшла зоря (Ó, feljött a csillag). 1914-ben Sztecenko meggyőzte Leontovicsot, hogy zenéjét a kijevi egyetem diákkórusa adja elő Olekszandr Kosic vezetésével. 1916. december 26-án a Scsedrik feldolgozásának előadása nagy sikert hozott Leontovicsnak a kijevi közönség körében, és felkeltette az értelmiség érdeklődését.

### Kijevi időszak
Az októberi forradalom és az Ukrán Népköztársaság 1918-as megalakulása idején Leontovics családja nélkül az ukrán fővárosba, Kijevbe költözött, ahol karmesterként és zeneszerzőként is tevékenykedett. Számos darabja népszerűségre tett szert a hivatásos és amatőr együttesek körében egyaránt, akik felvették őket repertoárjukba. 1919 elején családja többi tagja is Kijevbe költözött. Ebben az időszakban Leontovics Hrihorij Verjovka mellett kóruskarvezetést is kezdett tanítani a kijevi konzervatóriumban, és tanított a Mikola Liszenko Zene- és Színművészeti Intézetben is.  Leontovics volt az első Ukrán Állami Zenekar egyik szervezője. Részt vett az Ukrán Köztársasági Kórus megalapításában, amelynek ő volt a megbízottja. 

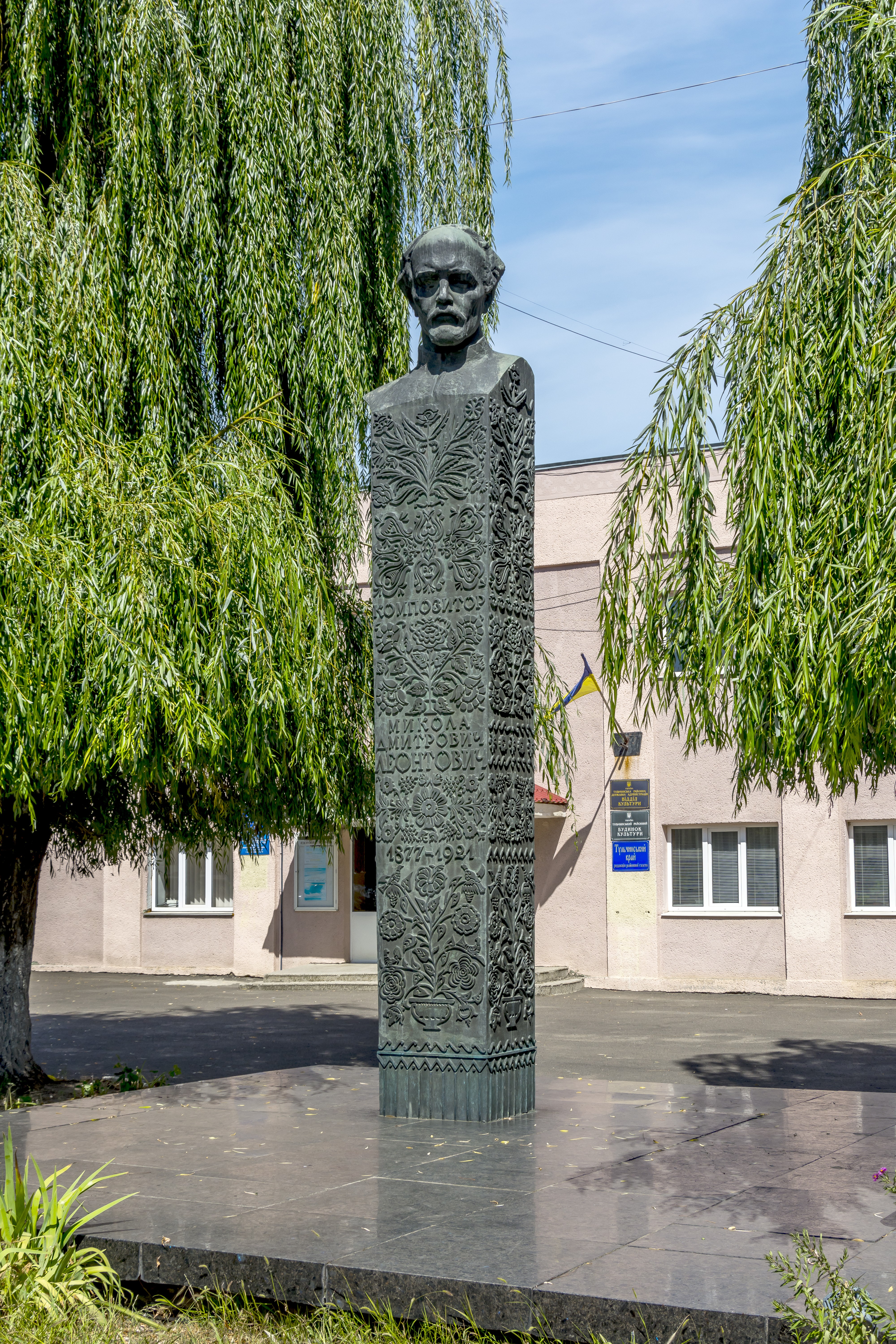
Leontovics-emlékmű Tulcsinban

### Visszatelepülés Tulcsinba és a merénylet
Kijev 1919. augusztus 31-i elfoglalása után a Gyenyikin-hadsereg üldözte az ukrán értelmiséget.  Az üldöztetés elől menekülve Leontovics családjával együtt visszatért Tulcsinba. Ott indította el a város első zeneiskoláját, mivel a főiskolát, ahol korábban dolgozott, a bolsevikok bezárták. Elkezdett dolgozni első nagy szimfonikus művén, a На русалчин Великдень (Ruszalkák húsvétja) című operán is. 
1921. január 22-ről 23-ra virradó éjszaka Leontovicsot a csekista (szovjet állambiztonság) ügynök, Afanaszij Griscsenko meggyilkolta. Leontovics a szüleinél tartózkodott, akiket a keleti ortodox karácsony alkalmából látogatott meg (a julián naptár szerint december 25., a Szovjetunióban csak 1918-ban elfogadott Gergely-naptár szerint januárra esik). Az álcázott csekista is kérte, hogy a házban tölthesse az éjszakát, és egy szobát osztott meg Mikolával. Hajnalban lelőtte a zeneszerzőt (aki néhány órával később belehalt a vérveszteségbe), miután kirabolta a családját.    
Több tény is arra utal, hogy a merénylet mögött politikai indíték állt. Leontovics a függetlenségi mozgalomban való részvétele, például része az Ukrajnai Köztársaság Kórusának megszervezésében, amelynek célja Ukrajna független államként való népszerűsítése volt, sok ellenséget szerzett neki. Idősebb lánya, Halina később úgy emlékezett vissza, hogy apja nem sokkal a halála előtt azt mondta, hogy vannak dokumentumai ahhoz, hogy elhagyja az országot Romániába, és hogy ezeket a dokumentumokat egy koncert során a kottái között tartotta magánál. Miután azonban a koncertet követő teázásból hazatért, Leontovics észrevette, hogy valaki átkutatta a papírjait. Az ország elhagyására vonatkozó tervei, valamint az a tény, hogy egy szovjet ügynök ölte meg, szintén politikai okokra utalnak.

## Jelleme
Leontovics rendkívül kritikus volt önmagával szemben. Első életrajzírója, Olesz Csapkivszkij, a zeneszerző kortársa szerint Leontovics néha akár négy évig is dolgozott egy-egy kórusművön anélkül, hogy azt bárki más láthatta volna.  A Podóliai dalok második összeállításának megjelenése után meggondolta magát, és nem volt teljesen elégedett vele, ezért mind a 300 példányt megvásárolta és megsemmisíttette. 
Csapkivszkij Leontovicsot félénk személyiségnek is jellemezte, mondván: „Tartózkodott a hírnévtől, félt a figyelemtől  és a reklámtól”. Másrészt, Csapkivszkij azt állította, hogy Leontovics féltékenysége, a konkurenciától való félelem és a fennálló zenei társadalomtól való el nem fogadástól való félelem okozta, hogy Leontovics zenéje kevéssé ismert. 
Zinovij Jaropud, a Kamjanec-pogyilszkiji Állami Pedagógiai Egyetem munkatársa azt írja, hogy "[Leontovicsot] kortársai csendes, szelíd embernek nevezték. Nem volt aktív vezetője a nemzeti-forradalmi mozgalomnak, amely az 1917–1921-es években az ukrán köztársaság egész maroknyi kiemelkedő harcosát mutatta fel", ami azt mutatja, hogy a zeneszerző politikailag visszafogott, de nem közömbös volt.
Leontovics barátja, O. Buzsanszkij úgy emlékszik, hogy a zeneszerző „mindig tele volt humorral; úgy beszélt, hogy mindenki könnyekig nevetett, de ő komoly maradt és nyugodt”. Sztecenko Leontovicsot „szellemes mesemondónak” is jellemezte, és hogy a Tulcsinban működő egyházi nevelőiskola diákjai „szerelmesek voltak belé” a mesemondása miatt.

## Vallási nézetei
Leontovics mélyen vallásos környezetben nőtt fel. A keleti ortodox egyház tagja volt, falusi papok sorából származott. Emellett elvégezte a Podólliai Teológiai Szemináriumot Kamjanec-Pogyilszkijban, ahol többnyire ortodox keresztény papokat képeztek. 
Teológiai végzettséggel rendelkező személyként folyamatosan követte az 1918-ban újjáalakult ukrán autokefál ortodox egyház létrehozásának és elismerésének mozgalmát. A zeneszerző termése ebben az időszakban új egyházi zenében gazdag lett, követve Kirilo Sztecenko (Leontovics közeli barátja, szintén ortodox pap és zeneszerző ) és Olekszandr Kosic példáját. 
Leontovics művei közé tartozik többek között a На воскресіння Христа (Krisztus feltámadására), a Хваліте ім'я Господнє (Dicsérjétek az Úr nevét) és a Світе тихий (Boldogságos fény). Az ukrán spirituális zene fejlődésének mérföldköve volt liturgiájának megkomponálása, amelyet először 1919. május 22-én adtak elő a kijevi Pecserszki kerületi Katonai Szent Miklós-székesegyházban.

## Emlékezete

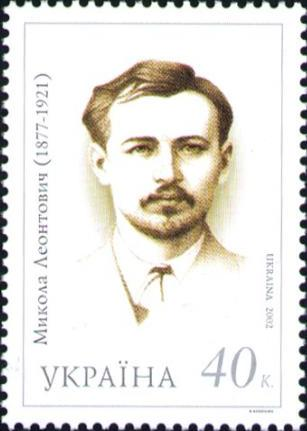
Leontovics egy ukrán bélyegen

1921. február 1-jén, kilenc nappal Leontovics halála után a kijevi Mikola Liszenko Zenei és Színházi Intézetben nagyszámú művész, professzor és diák gyűlt össze, hogy megemlékezzen róla, ahogyan azt a keresztény hagyományok elvárják. Megalapították a Mikola Leontovics Emlékbizottságot, amelyből később az Összukrajnai Mikola Leontovics Zenei Társaság lett, és 1928-ig népszerűsítette az ukrán zenét. 
Pavlo Ticsina ukrán író, az Ukrán Szovjet Szocialista Köztársaság politikusa Leontovics csodálója volt, és prózában írt a zeneszerző haláláról. Makszim Rilszkij és Mikola Bazsan költők szintén verseket szenteltek neki. 
Leontovics nevét olyan zenei együttesek viselik, mint a Leontovics Regös Kórus, és olyan oktatási intézmények, mint a vinnicjai Művészeti és Kulturális Főiskola. Kijevben és más városokban utcákat neveztek el róla. Tulcsin városában emlékmúzeumot szenteltek neki, egy másik pedig 1977-ben jött létre Markivka faluban, ahol eltemették.  
2002-ben, a zeneszerző születésének 125. évfordulója alkalmából Kamjanec-Pogyilszkij városa Mikola Leontovics és a modern oktatás és tudomány címmel összukrajnai tudományos konferenciát rendezett, amelyen az ukrán oktatási és tudományos minisztérium, az Ukrán Zeneszerzők Szövetsége és számos helyi hatóság képviselői vettek részt. Az esemény során a város ünnepélyesen felavatta a zeneszerző emléktábláját, amelyet a Podóliai Teológiai Szeminárium egykori épületének régi épülete mellett helyeztek el.

## Zeneművészete
Leontovics az a cappella kóruszenére specializálódott.  Ma leginkább a hátrahagyott zenei művei révén emlékezünk rá, amelyek között több mint 150 kórusmű található. Ezek között vannak népdalok művészi feldolgozásai, vallásos művek (köztük az ő liturgiája), kantáták és különböző ukrán költők szavaira írt kórusművek.  Két leghíresebb műve a Scsedrik és a Dudarik című kórusminiatúrák. 
Leontovics egy operán На русалчин Великдень (Ruszalkák húsvétja) is elkezdett dolgozni, amely ukrán mítoszokon és Borisz Hrincsenko művein alapul. A három felvonásból az elsőt 1920 végére fejezte be. Leontovicsot azonban meggyilkolták, mielőtt befejezhette volna az operát. Az opera befejezésére és szerkesztésére Mihajlo Verikivszkij ukrán zeneszerző tett kísérletet.  A befejezetlen opera zenei anyagából Miroszlav Szkorik zeneszerző és Gyiodor Bobir író-műfordító egy egyfelvonásos operát készített; ezt 1977-ben mutatták be a Kijevi Állami Opera- és Balettszínházban, száz évvel Leontovics születése után. Az észak-amerikai bemutatóra 2003. április 11-én Torontóban került sor. 
Leontovics zenéjére az egyik legnagyobb hatást Mikola Liszenko gyakorolta, akit "az ukrán klasszikus zene atyjának" tartanak. Leontovics már a Kamjanec-Pogyilszkij Teológiai Szeminárium diákjaként csodálta Liszenko zenéjét, amikor a szeminárium kórusa a zeneszerző műveit adta elő. Azóta mindenhol, ahol dolgozott, koncerteken adta elő Liszenko zenéjét.

### Scsedrik (A harangok éneke)

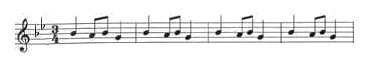
A Scsedrik négyhangú ostinato motívuma, melyről könnyen felismerhető

Mikola Leontovics Scsedrik című műve a legismertebb darabja. Angol változatban karácsonyi énekként, Carol of the Bells néven ismert ünnepi kedvenc.  Híres a négyhangú ostinato motívumáról, és 2004 óta több mint 150 alkalommal hangszerelték.  A Scsedrik eredeti ukrán szövege hemiolát használt, azaz az egyes ütemeken belül az ékezetek 6/8 és 3/4 között történő váltakozását, ami az angol változatokban elveszett. A legnépszerűbb angol feldolgozást 1936-ban Peter J Wilhousky komponálta, akire kelet-európai szülei kultúrája és a Jézus születésekor felcsendülő karácsonyi énekek hagyományos keresztény története volt hatással, bár a dal más angol nyelvű feldolgozása is készült 1947-ben Minna Louise Holman, 1957-ben és 1972-ben. 
A dalt számos alkalommal használták filmek és televíziós alkotások filmzenéjében. Például a Reszkessetek, betörők!  és a Télapu című kasszasikerekben, Will Vinton díjnyertes A Claymation Christmas Celebration című filmjében, valamint a Carol of the Meows című paródiában, a The O.C. "The Chrismukkah That Almost That Almost Wasn't" című epizódjában.  A Carol of the Bells modernizált változatát játszották a The Office-ban. Emellett számos csoport feldolgozta és előadta, énekstílustól és műfajtól függetlenül, a klasszikus zenétől (Bécsi Fiúkórus) a tradicionális zenei csoportokon (Celtic Woman) át a popénekesekig és -együttesekig (Jessica Simpson és a Destiny’s Child).

### Zenei stílusa
Leontovicsnak eredeti stílusa volt. Számos művében „ügyesen használja az imitatív ellenpontot és az impresszionista harmóniát”.  Erős vágya volt, hogy zenéje felkeltse az érzékeket, különösen a látást: „Érdekel, hogy milyen színeket használtál a magas hangokhoz, és melyeket a mélyekhez. Magam is gyakran gondolkodom ezen, hogy a hangokat és a színeket összekapcsoljam.” 
Kóruskompozícióiban gazdag harmónia, vokális polifónia és imitáció jellemzi. Korábbi népdalfeldolgozásai elsősorban a dallam strófikus feldolgozásai voltak. Ahogy a zeneszerző egyre több tapasztalatot szerzett, kóruskompozícióinak és népdalfeldolgozásainak szerkezete egyre gyakrabban fonódott össze a szöveggel. 
Leontovics számos ukrán népdalt feldolgozott, és ezek dallamai és szövegei alapján művészileg önálló kórusműveket alkotott. Követte az ukrán regösök improvizációs hagyományait, akik minden új strófát másképp értelmeztek. A dúdolást és az énekesek hangszínének változatosságát is alkalmazta, mint a kívánt érzelmi vagy érzéki hatás elérésének technikáját. 
Leontovics munkásságának központi témája a mindennapi életről szóló kórusmuzsika. Zenéje gyakran tükrözi a tényleges cselekedeteket és eseményeket. Erre példa a Scsedrivka Ой там за горою (Ó, ott a hegy mögött) című műve, amelyben kezdetben egy tenor szólóval kezdi a dalt, majd a kórus többi hangja fokozatosan csatlakozik, tükrözve a karácsonyi éneklést, amikor újabb énekescsoportok csatlakoznak. Ezután szólamváltás kezdődik a kórus különböző csoportjai között, megidézve a szilveszteri hangoskodó hangulatot.

### Fogadtatása és népszerűsége
Pályafutása nagy részében Leontovics megtartotta magának a zenéjét, és csak saját koncertjein adta elő. Ennek oka a zeneszerző rendkívül önkritikus és félénk személyisége volt. Leontovics első kritikusa barátja, paptársa és zeneszerzőtársa, Kirilo Sztecenko volt, aki „mind a kóruséneklés, mind az elméleti tanulmányok nagy szakértőjeként” jellemezte őt. Ő győzte meg Leontovicsot arról is, hogy adja ki a zenéjét, és a Kijevi Egyetemen adják elő. 
A Scsedrik sikeres debütálása révén Leontovics népszerűvé vált a kijevi kóruszene szakemberei és rajongói körében. Leontovics mentora, a kijevi konzervatóriumban dolgozó munkatársa, Boleszlav Javorszkij is pozitívan értékelte újonnan írt műveit.  Egy másik koncert során Leontovics Lehenda című műve, amely Mikola Voronij versére készült, nagy népszerűségre tett szert. 
Leontovics Második podóliai dalösszeállítása után Liszenko ezt írta: „Leontovicsnak eredeti, illusztris tehetsége van. Az ő feldolgozásaiban különálló részeket, hangok mozgását találtam, amelyek később zseniálisan szőtt zenei hálóvá fejlődtek.”  
Leontovics zenéjének népszerűségének növekedéséhez hozzájárult az Ukrán Népköztársaság vezetője, Szimon Petljura, aki két kórust hozott létre és támogatott, amelyek Ukrajna ismertségét és kultúráját hirdették. Az egyik kórus, amelyet Kirilo Sztecenko vezetett, egész Ukrajnában turnézott, míg az Ukrán Köztársaság Kórusa, amelyet Olekszandr Kosic vezetett, Európában és Amerikában turnézott.  Az Ukrán Köztársasági Kórusa fellépései tették Leontovicsot ismertté az egész nyugati világban. Franciaországban Leontovics kiérdemelte „az ukrán Bach” becenevet. 1921. október 5-én a kórus a New York-i Carnegie Hallban adta elő a Scsedrik című művét. 1936-ban az etnikailag ukrán származású Peter J. Wilhousky, aki az NBC rádiónak dolgozott, saját szöveget írt a dalhoz, amely Carol of the Bells néven vált ismertté. 
Leontovics zenéjét – a Scsedrik, azaz a Harangok éneke kivételével – jelenleg leginkább Ukrajnában játsszák, és kevés olyan felvétel van, amelyet kizárólag neki szenteltek.  Az ukrán diaszpóra emlékezik rá és játssza műveit. Például a kanadai Winnipegben (Manitoba, Kanada) működő Olekszandr Kosic Kórus ukrán zeneszerzők, köztük Leontovics zenéjét adja elő, és felvételt is készítettek a zenéjéből.

## Külső hivatkozások
- A Scsedrik a YouTube-on
- Dumka
- Leontovics művei

## Fordítás
- Ez a szócikk részben vagy egészben a Mykola Leontovych című angol Wikipédia-szócikk ezen változatának fordításán alapul.  Az eredeti cikk szerkesztőit annak laptörténete sorolja fel. Ez a jelzés csupán a megfogalmazás eredetét és a szerzői jogokat jelzi, nem szolgál a cikkben szereplő információk forrásmegjelöléseként.